# Changement de nom de communes en France au XIXe siècle
Pour un article plus général, voir Changement de nom de communes en France.
Cet article présente une liste des changements de nom de communes en France au XIXe siècle.
C'est la loi du 5 avril 1884 sur l'organisation municipale qui fixe les conditions du changement de nom d'une commune.

### Crédit d'auteurs
- Cet article est partiellement ou en totalité issu de l'article intitulé « Changement de nom de communes en France » (voir la liste des auteurs).